# Северная тайга Канадского щита

Се́верная тайга́ Кана́дского щита́ (англ. Northern Canadian Shield taiga) - североамериканский континентальный экологический регион тайги, выделяемый Всемирным фондом дикой природы.

## Расположение
Северная тайга Канадского щита занимает юг Нунавута, восток Северо-Западных территорий, северо-восток Альберты и север Саскачевана и Манитобы.